# تفشي البكتيريا الإشريكية القولونية في المملكة المتحدة عام 2009
كان تفشي بكتيريا الإشريكية القولونية (المعرفة باسم E. coli ) في المملكة المتحدة عام 2009 عبارة عن تفشي للإشريكية القولونية بين زوار مزرعة في مقاطعة سري من أغسطس إلى سبتمبر 2009. تأثر 93 شخص، معظمهم دون سن 10 سنوات. ومن بين المتأثرين، تم نقل 27 شخص منهم إلى المستشفى وأصيب 17 شخص بمرض متلازمة انحلال الدم اليوريمية.
أشارت التحقيقات التي أجرتها وكالة حماية الصحة إلى أن حظيرة الحيوانات الأليفة في مزرعة جودستون هي المصدر المحتمل للتفشي. أظهرت عينات البراز المأخوذة من العديد من الحيوانات في الحظيرة لاحقًا نتائج إيجابية لسلالة الإشريكية القولونية لدى المرضى، مما يشير مرة أخرى إلى أن الحظيرة ربما كانت مصدر تفشي المرض. أغلقت مزرعة جودستون الحظيرة طواعية في سبتمبر 2009، وبعد ذلك لم تحدث أي حالات أخرى 